# Caesalpinioideae
Caesalpinioideae je podčeleď čeledi bobovité. V roce 2017 byla komplexně reorganizována a byla do ní vřazena celá bývalá podčeleď Mimosoideae, zatímco řada druhů byla naopak přeřazena do nových, samostatných podčeledí Cercidoideae, Detarioideae, Dialioideae a Duparquetioideae.
Zástupci této skupiny jsou převážně dřeviny se střídavými, jednoduše nebo dvakrát zpeřenými listy. Květy mohou být souměrné i pravidelné, drobné a nenápadné i velké a zdobné. Plodem je ve většině případů lusk. Caesalpinioideae zahrnují asi 4400 druhů ve 148 rodech a jsou rozšířeny v tropech a subtropech celého světa s nečetnými přesahy do oblastí mírného pásu. V jižní Evropě jsou zastoupeny jediným druhem, jímž je rohovník obecný. V České republice se jako okrasná dřevina pěstuje dřezovec trojtrnný a nahovětvec dvoudomý. Zástupci podčeledi mají velmi mnohostranný význam.

## Popis
Zástupci podčeledi Caesalpinioideae jsou stálezelené nebo opadavé stromy, keře, liány, polokeře, řidčeji suchozemské nebo i vodní byliny. Mnohé druhy mají trny či ostny. U lián rodu bauhínie (Bauhinia) nalezneme úponky. U některých stromovitých zástupců jsou u paty kmene vyvinuty opěrné pilíře. V cévách dřeva jsou dvůrkaté ztenčeniny. Listy jsou nejčastěji dvakrát zpeřené, řidčeji jednoduše zpeřené a pak většinou sudozpeřené. Jednotlivé lístky jsou na vřeteni většinou vstřícné. U některých zástupců jsou listy přeměněny na fylodia nebo chybějí. Palisty jsou volné a postranní nebo chybějí. Na řapíku a vřeteni, případně i na postranních vřetenech listu jsou často přítomna extraflorální nektária v podobě žlázek.
Květy jsou pravidelné, dvoustranně souměrné nebo i nesouměrné, převážně oboupohlavné, výjimečně jednopohlavné a pak jsou rostliny buď jednodomé nebo dvoudomé. Nejčastěji jsou uspořádány v klasech, latách, hroznech, svazečcích nebo hlávkách. Někdy je vyvinuta kauliflorie.
U některých zástupců bývalé podčeledi Mimosoideae jsou květenství kombinovaná, složená z oboupohlavných a jednopohlavných a/nebo sterilních květů. Kalich i koruna jsou složeny z 5 (3 až 6) volných nebo srostlých lístků, případně jedno či druhé nebo i obojí chybí. Tyčinek může být velmi různý počet (od 3 po velmi mnoho) a jsou volné nebo různým způsobem srostlé. Někdy jsou v květech staminodia. Gyneceum je složeno z jediného nebo výjimečně z několika (Archidendron) plodolistů. Semeník obsahuje 1 až mnoho vajíček. Plodem je nejčastěji tenkostěnný lusk, pukající jedním nebo oběma švy, méně často je lusk dřevnatý a pak nepukavý nebo naopak explozivně pukající, případně je plodem struk nebo kraspedium. U řady zástupců jsou plody zahnuté nebo i spirálovitě svinuté. Semena mají u některých zástupců míšek, případně jsou obalena dužnatou sarkotestou nebo jsou křídlatá.

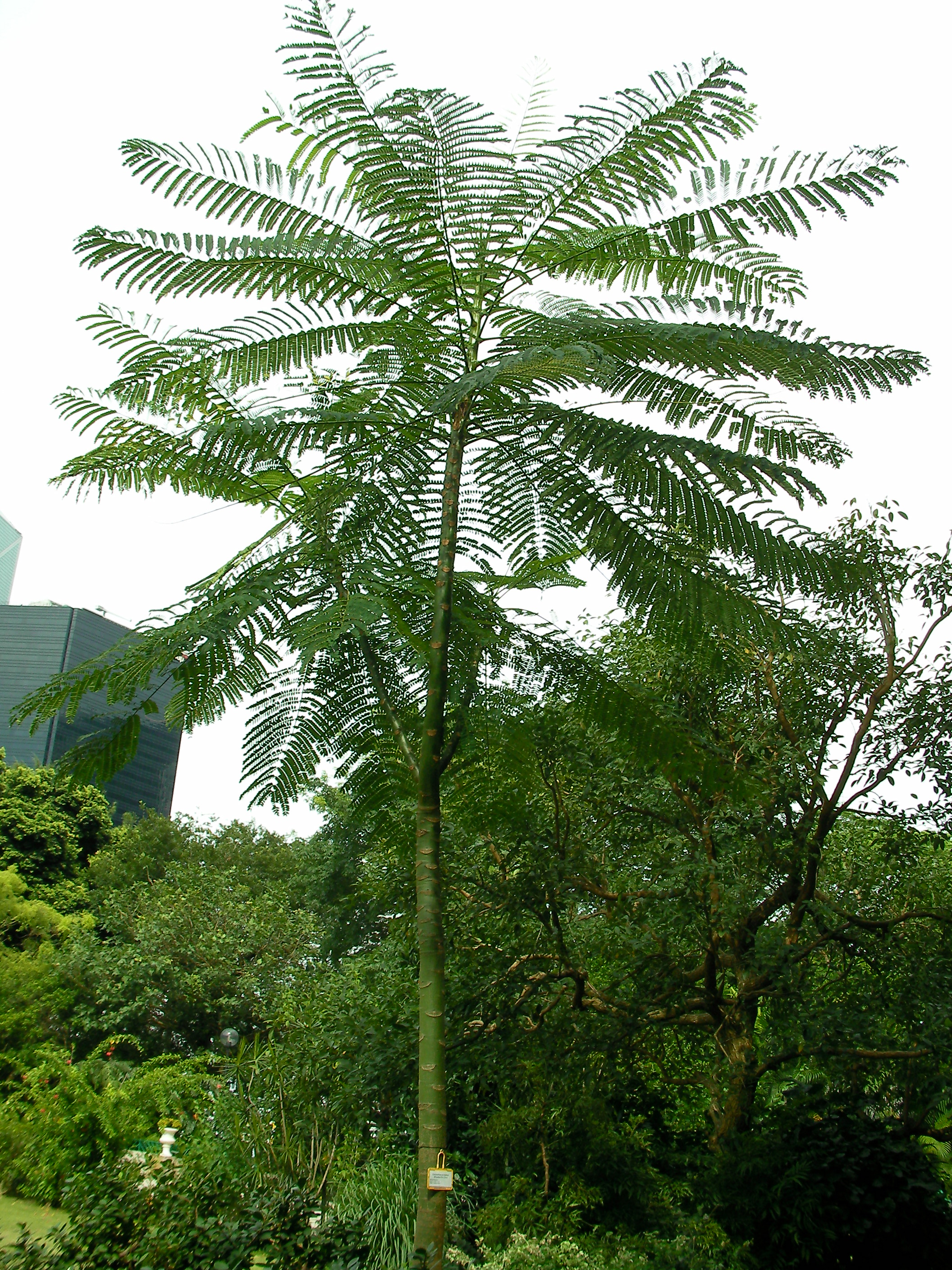
Mladý strom Schizolobium parahyba
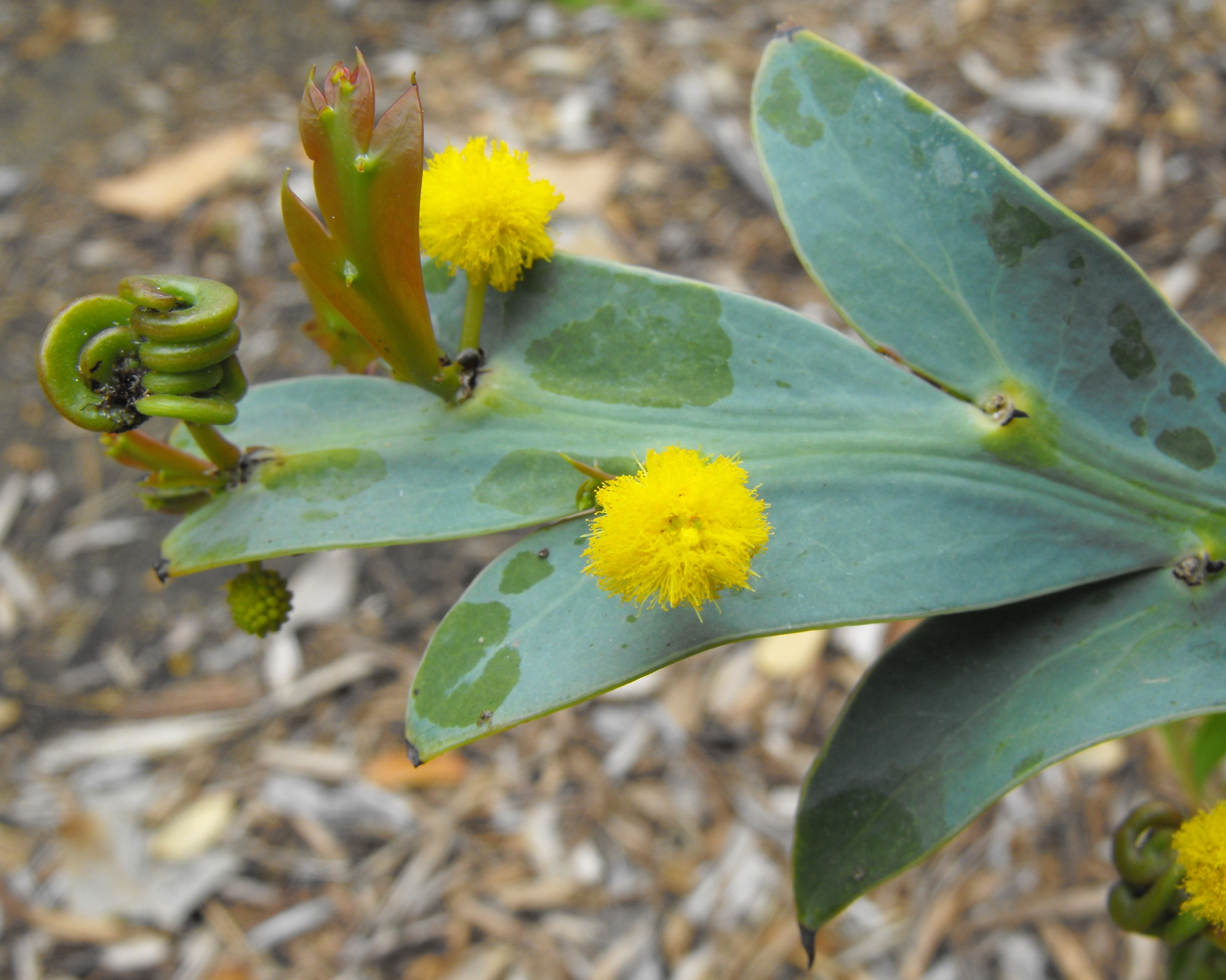
Fylodia Acacia glaucoptera
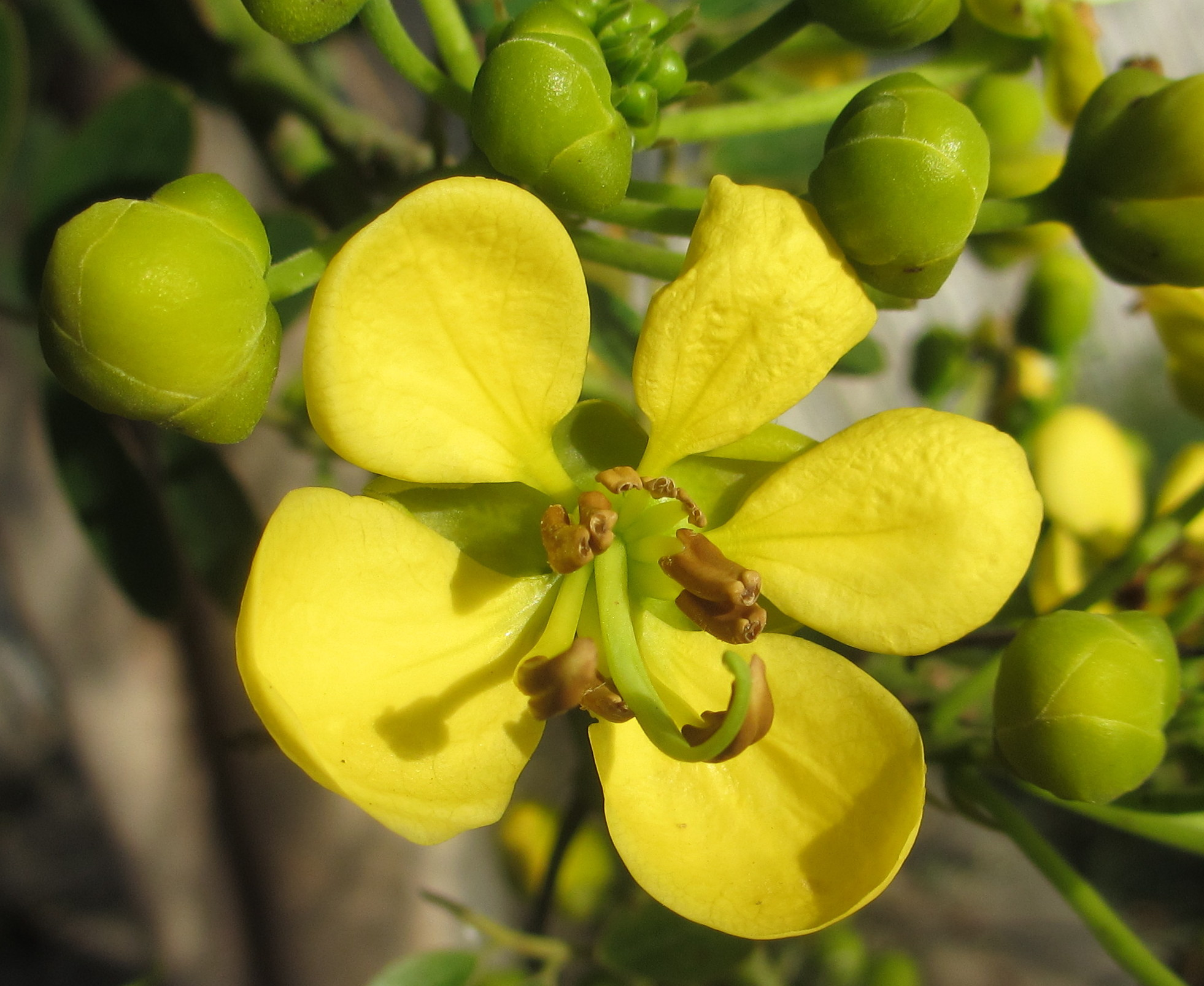
Detail květu seny Senna siamea
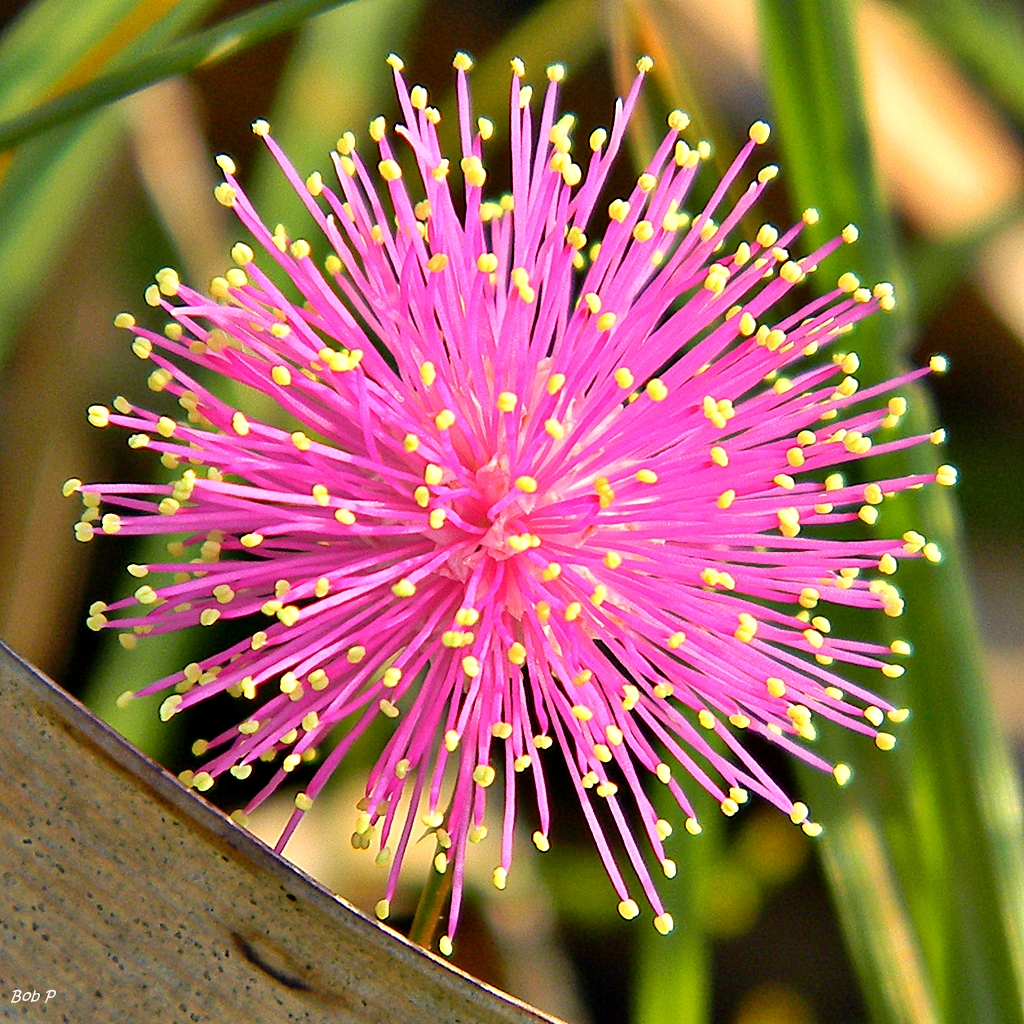
Květenství Mimosa quadrivalvis
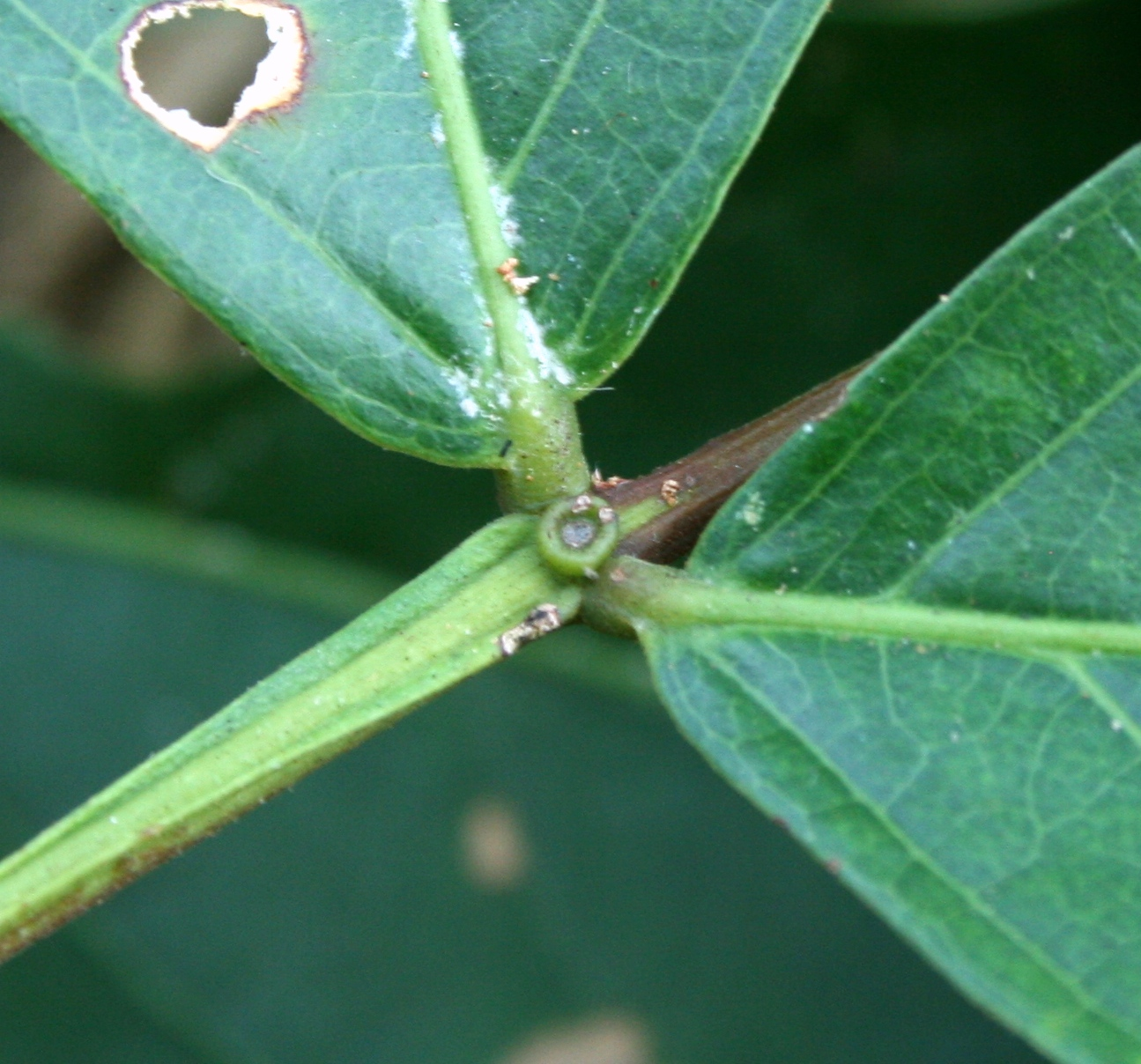
Miskovitá žlázka na řapíku ingy Inga bourgonii

## Rozšíření
Podčeleď Caesalpinioideae zahrnuje v současném taxonomickém pojetí 148 rodů a 4400 druhů. Největší rody jsou akácie (Acacia s.str., asi 1000 druhů), citlivka (Mimosa, 500), bauhínie (Bauhinia, přes 300), inga (Inga, 300) a Senegalia (200 druhů). Podčeleď je rozšířena v tropech a subtropech celého světa s nečetnými přesahy do oblastí mírného pásu (dřezovec, rohovník, nahovětvec, některé akácie a albízie).
Řada rodů má pantropické rozšíření.
V Evropě je tato podčeleď zastoupena jediným druhem, jímž je středomořský rohovník obecný. Některé druhy se v ČR pěstují jako okrasné dřeviny, avšak nezplaňují.
Zástupci Caesalpinioideae se vyskytují na celé škále biotopů. Rostou v tropických deštných lesích, kde mohou mít formu vysokých stromů, dřevnatých lián nebo keřů a menších stromů nižších pater pralesa, také v opadavých a poloopadavých lesích a na savanách. Některé druhy, např. z rodu kasie a sena, náležejí mezi pionýrské dřeviny. Zástupci některých rodů, např. sapany, mohou růst i v mangrovové vegetaci. Neptunia oleracea je plovoucí vodní rostlina.

## Obsahové látky
V rostlinách jsou poměrně často obsaženy neproteinové aminokyseliny, jako je mimosin, albizin aj., dále různé kumariny, kyanogenní glykosidy, fenylethylaminy, tryptaminy a β-karbolinové alkaloidy.

## Taxonomie
Výsledky různých studií v minulosti opakovaně ukazovaly, že podčeleď Caesalpinioideae v klasickém pojetí není monofyletickou skupinou.
V roce 2017 došlo s vydáním komplexní fylogenetické studie čeledi bobovitých k významným změnám v taxonomii této podčeledi. Ukázalo se, že celá bývalá podčeleď Mimosoideae představuje odvozenou vývojovou větev v rámci podčeledi Caesalpinioideae a byla do ní vřazena. Naopak byly z Caesalpinioideae vyjmuty triby Cercideae a Detarieae a byl jim přiřazen status podčeledí (Cercidoideae a Detarioideae). Z tribu Cassieae byla vyjmuta většina rodů (s výjimkou blízce příbuzných rodů Cassia, Senna a Chamaecrista), které byly přeřazeny do samostatné podčeledi Dialioideae. Rovněž rod Duparquetia byl přeřazen do samostatné, monotypické podčeledi Duparquetioideae. Rozčlenění takto nově reorganizované podčeledi Caesalpinioideae na jednotlivé triby nebylo dosud publikováno.
Ve starém pojetí byla podčeleď Caesalpinioideae rozdělována do 4 tribů: Caesalpinieae, Cassieae, Cercideae a Detarieae. Rod Swartzia stojí spolu s několika příbuznými menšími rody morfologicky na pomezí Faboideae a Caesalpinioideae, v aktuální taxonomii je řazen do tribu Swartzieae v rámci podčeledi Faboideae.

## Ekologické interakce
Květy Caesalpinioideae jsou opylovány nejčastěji hmyzem, zejména včelami a motýly. Řada tropických druhů je specializována na opylování ptáky, a to zejména kolibříky, strdimily a medosavkami. Náleží mezi ně např. Abarema,
albízie, kaliandra, inga, saman, delonix královská nebo akácie arabská. Květy některých zástupců, např. parkií a některých druhů rodu inga, opylují netopýři.
U mnohých zástupců bývalé podčeledi Mimosoideae jsou květy spíše drobné, bývají však uspořádány v hustých květenstvích a funkci okvětí přebírají dlouhé tyčinky, které jsou nápadně, nejčastěji bíle, žlutě, růžově nebo červeně zbarvené. U některých zástupců dochází k rozrůznění funkcí květů v květenství. V kulovitých hlávkách parkií bývají na bázi květenství sterilní květy s nápadnými staminodii, ve střední části samčí květy a na konci květenství samičí. Nápadná červená, růžová nebo žlutá staminodia mají v květenstvích také zástupci rodů Dichrostachys a neptunie.
Plody jsou velice různorodé a také způsoby šíření semen jsou rozličné. Některé druhy mají křídlaté nepukavé plody nebo křídlatá semena, která jsou šířena větrem. Patří mezi ně některé akácie, albízie Albizia pedicellata, Archidendropsis aj. Větrem se šíří také jednosemenné díly rozpadavých plodů Wallaceodendron. Různé druhy kasií, nahovětevce i dřezovce mají v plodech sladkou dužninu, kterou vyhledávají zvířata a poté rozšiřují semena. U druhů s nepukavými plody je poměrně častá endozoochorie, kdy semena procházejí trávicím traktem býložravců. Takto se šíří např. akácie arabská, jejíž plody požírá dobytek a jiní přežvýkavci. Lesklá barevná semena adenantery vyhledávají zoborožci a jiní plodožraví ptáci. Semena jsou velmi tvrdá a procházejí jejich trávicím traktem bez porušení. Jednosemenné díly plodů lián rodu entada, nepukavé plody Serianthes grandiflora i tenké plody Albizia retusa jsou šířeny říčními a mořskými proudy.
Caesalpinioideae na rozdíl od jiných bobovitých často postrádají kořenové hlízky s bakteriemi vázajícími dusík. Živiny získávají zejména pomocí mykorhizy, která jim také dovoluje osidlovat sušší půdy.

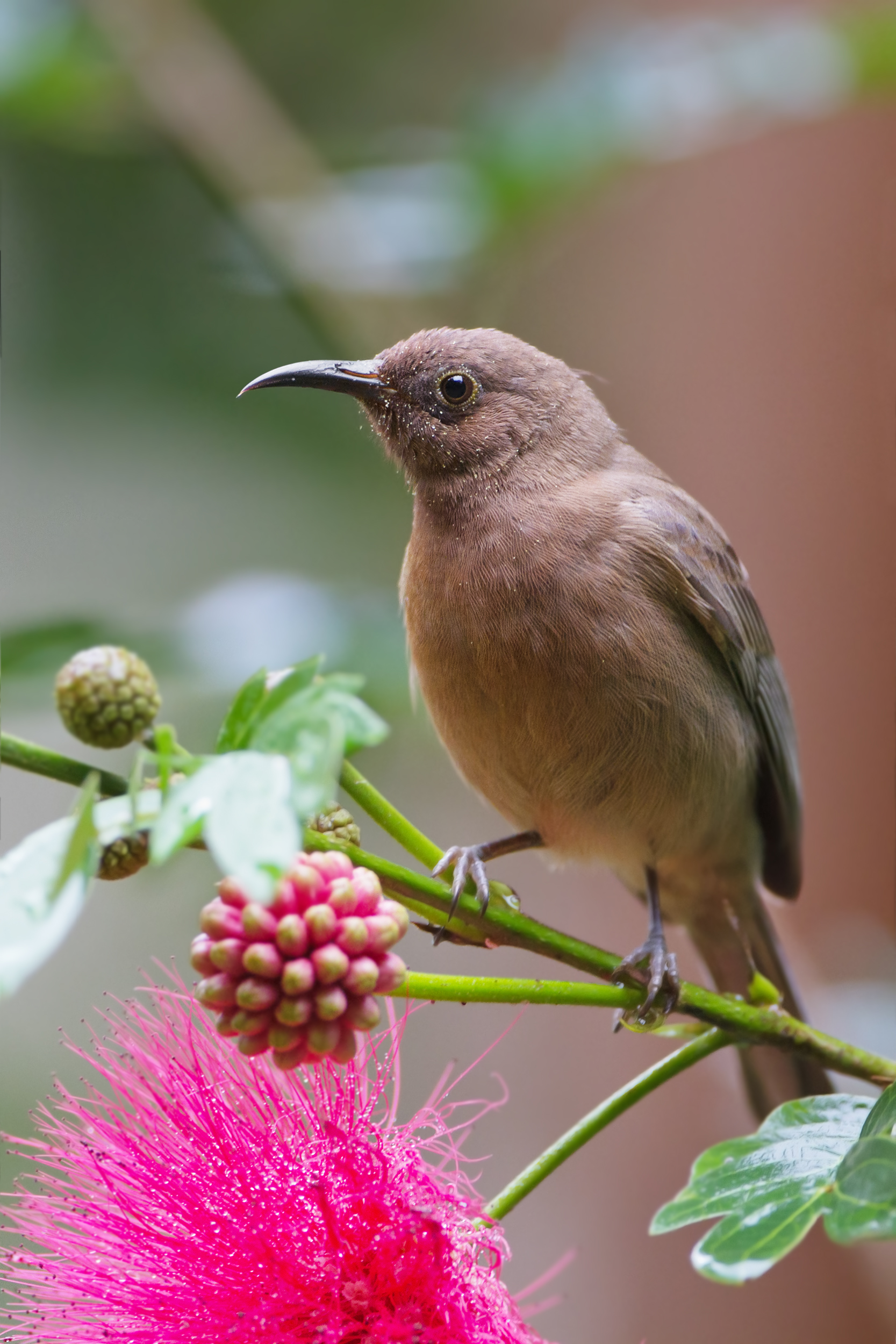
Medosavka temná na kaliandře
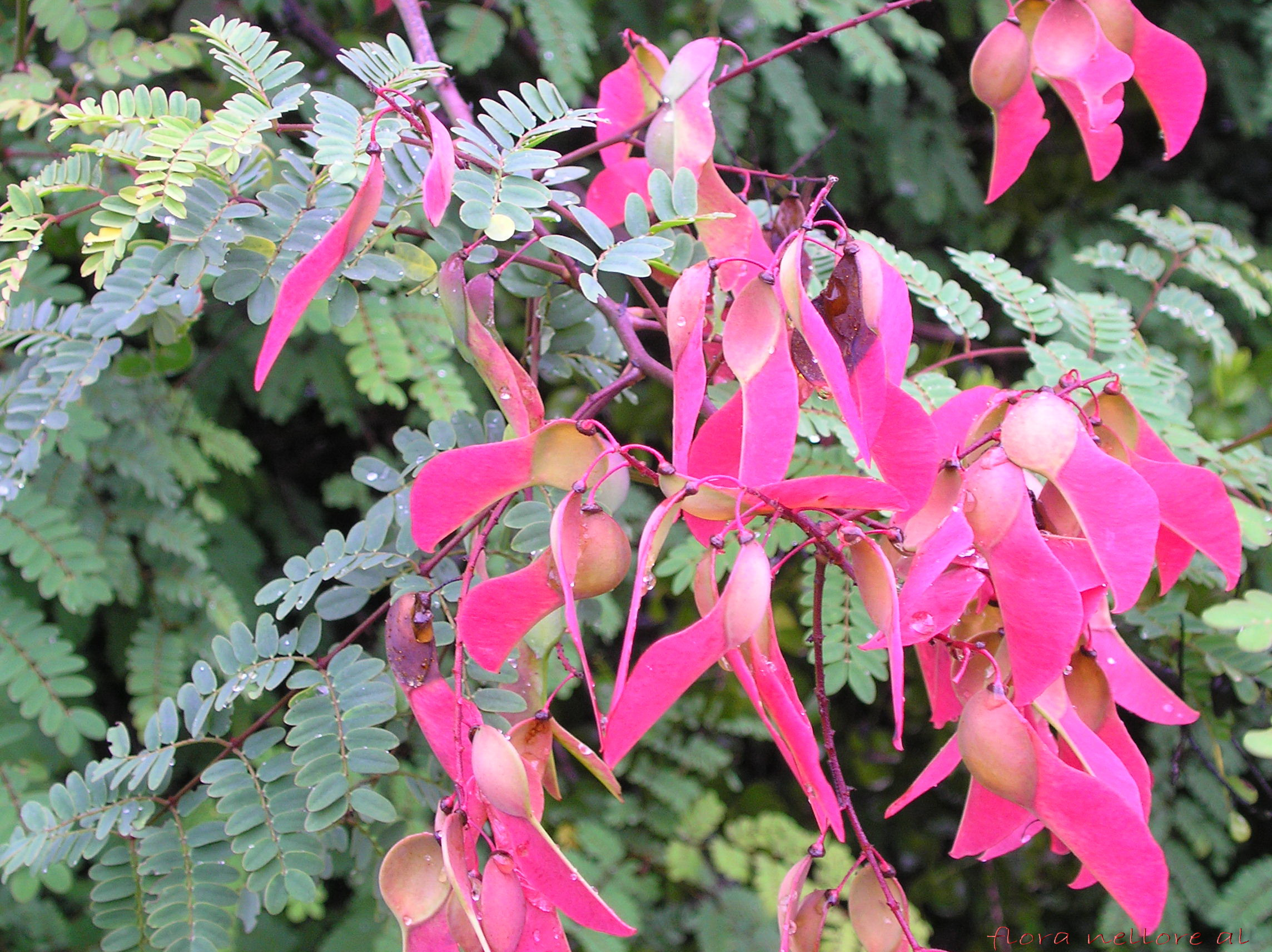
Křídlaté plody Pterolobium hexapetalum
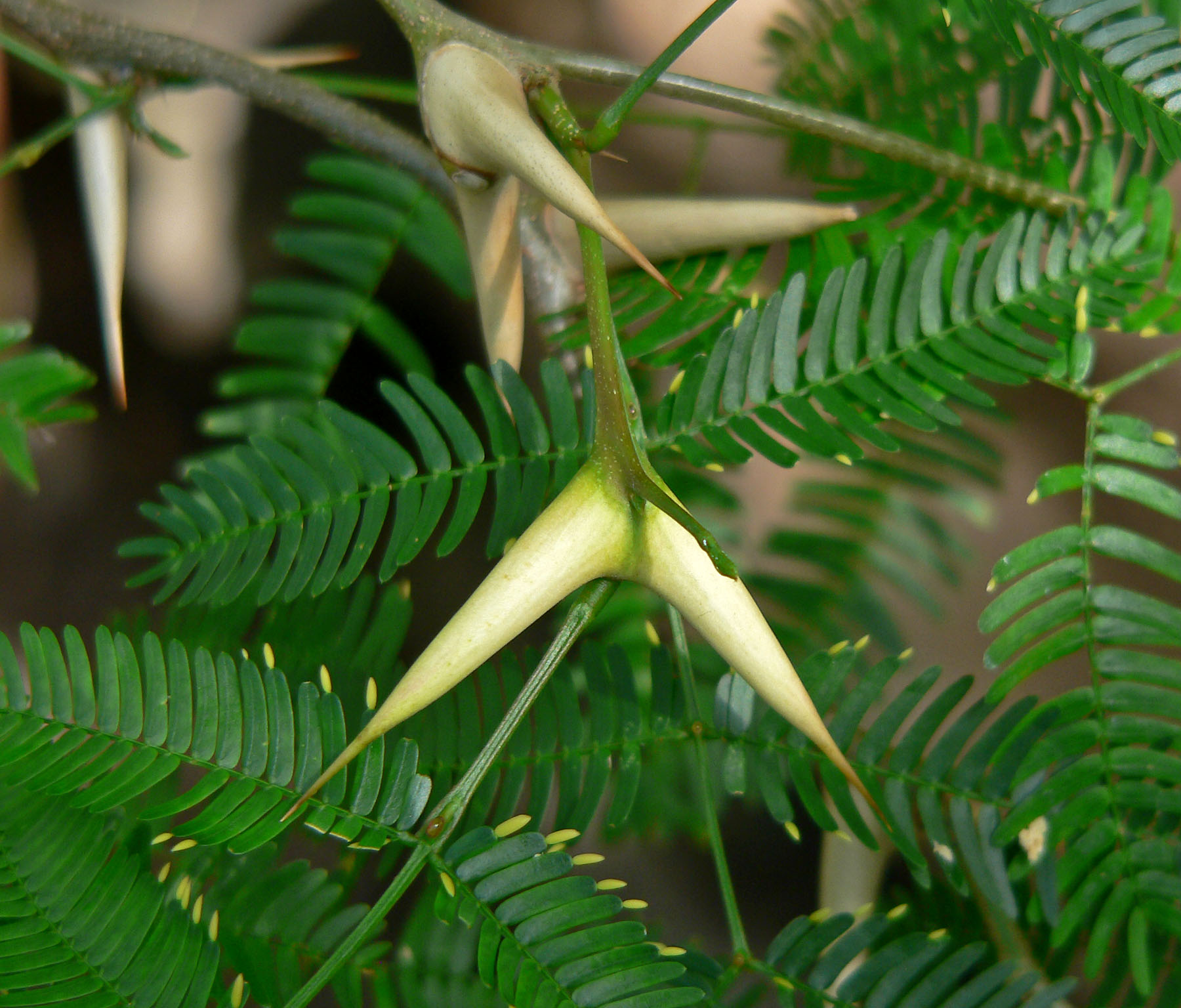
Duté ostny akácie Acacia cornigera, obývané mravenci

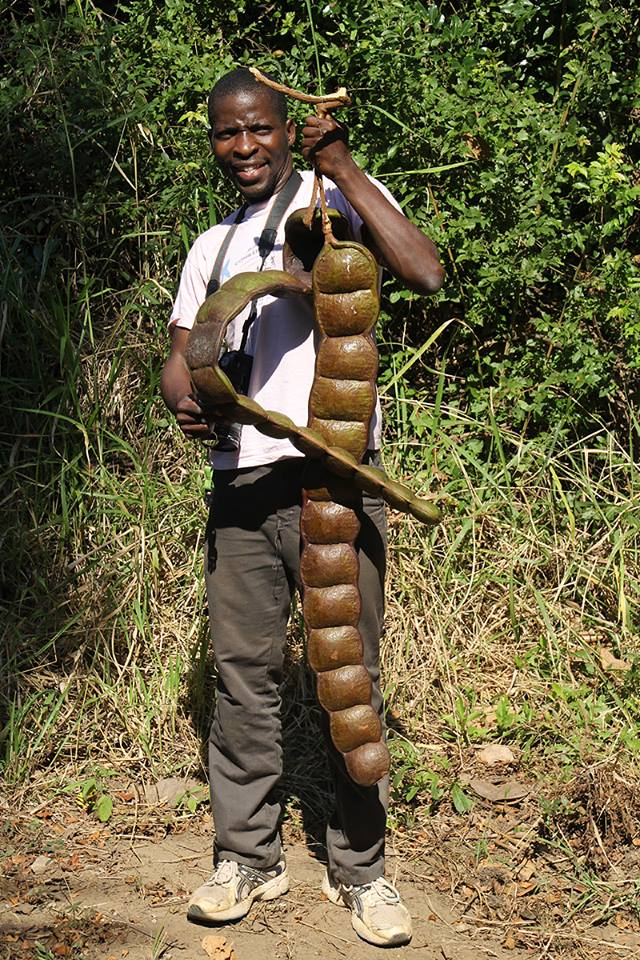
Afričan s plody Entada rheedii

## Zajímavosti
Některé druhy zejména z rodů citlivka a neptunie mají listy citlivé na dotyk, u mnohých jiných zástupců se listy zavírají na noc. Lusky dřevnatých lián z rodu Entada dosahují délky až 2 metry a jsou to nejdelší lusky v rostlinné říši. Semena některých druhů rodu Mora jsou až 18 cm dlouhá a patří k největším semenům mezi dvouděložnými rostlinami. Jihoamerický strom Cedrelinga cateniformis dosahuje výšky až 70 metrů a je to jeden z nejmohutnějších stromů amazonského pralesa. Kulovitá květenství parkií dosahují průměru až 30 cm a visí na stopkách až 5 metrů dlouhých. Některé exempláře stromu Prosopis velutina, rostoucího v Mexiku a na jihu USA, vyprodukují více než milion květů ročně.

## Zástupci
- adenantera (Adenanthera)
- akácie (Acacia)
- akrokarpus (Acrocarpus)
- albízie (Albizia)
- citlivka (Mimosa)
- delonix (Delonix)
- dřezovec (Gleditsia)
- entada (Entada)
- inga (Inga)
- kaliandra (Calliandra)
- kasie (Cassia)
- kreveň (Haematoxylum)
- leucéna (Leucaena)
- naditec (Prosopis)
- nahovětvec (Gymnocladus)
- neptunie (Neptunia)
- paralbízie (Paraserianthes)
- parkie (Parkia)
- parkinsonie (Parkinsonia)
- peltoforum (Peltophorum)
- rohovník (Ceratonia)
- saman (Samanea)
- sapan (Caesalpinia)
- sena (Senna)
- schizolobium (Schizolobium)
- sucholec (Desmanthus)
- ušatec (Enterolobium)[14]

## Význam

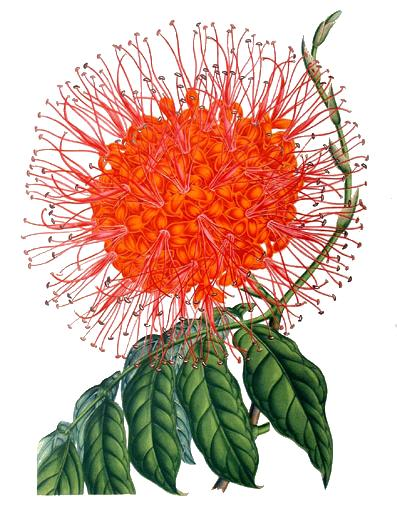
Saraka indická (Saraca indica), kresba z roku 1854

Caesalpinioideae poskytují velmi mnohostranný užitek. Lusky rohovníku poskytují pochutinu známou jako karob. Jedlé jsou i plody kurbarylu a tamarindu indického a dužnina z plodů ingy. Mnohé druhy jsou těženy pro dřevo.
Výjimečně kvalitní a ceněné dřevo poskytují např. některé druhy sapanu, akácie a afzélie.
Z některých druhů sapanu a z kreveně se zvláště v minulosti získávala červená barviva. Dřeviny rodu kopaiva poskytují pryskyřici známou jako kopál.
Některé druhy mají využití v medicíně, zejména z rodů sapan, kasie, Chamaecrista a sena. Oba druhy rodu Anadenanthera a některé druhy citlivek obsahují látky s halucinogenními účinky.

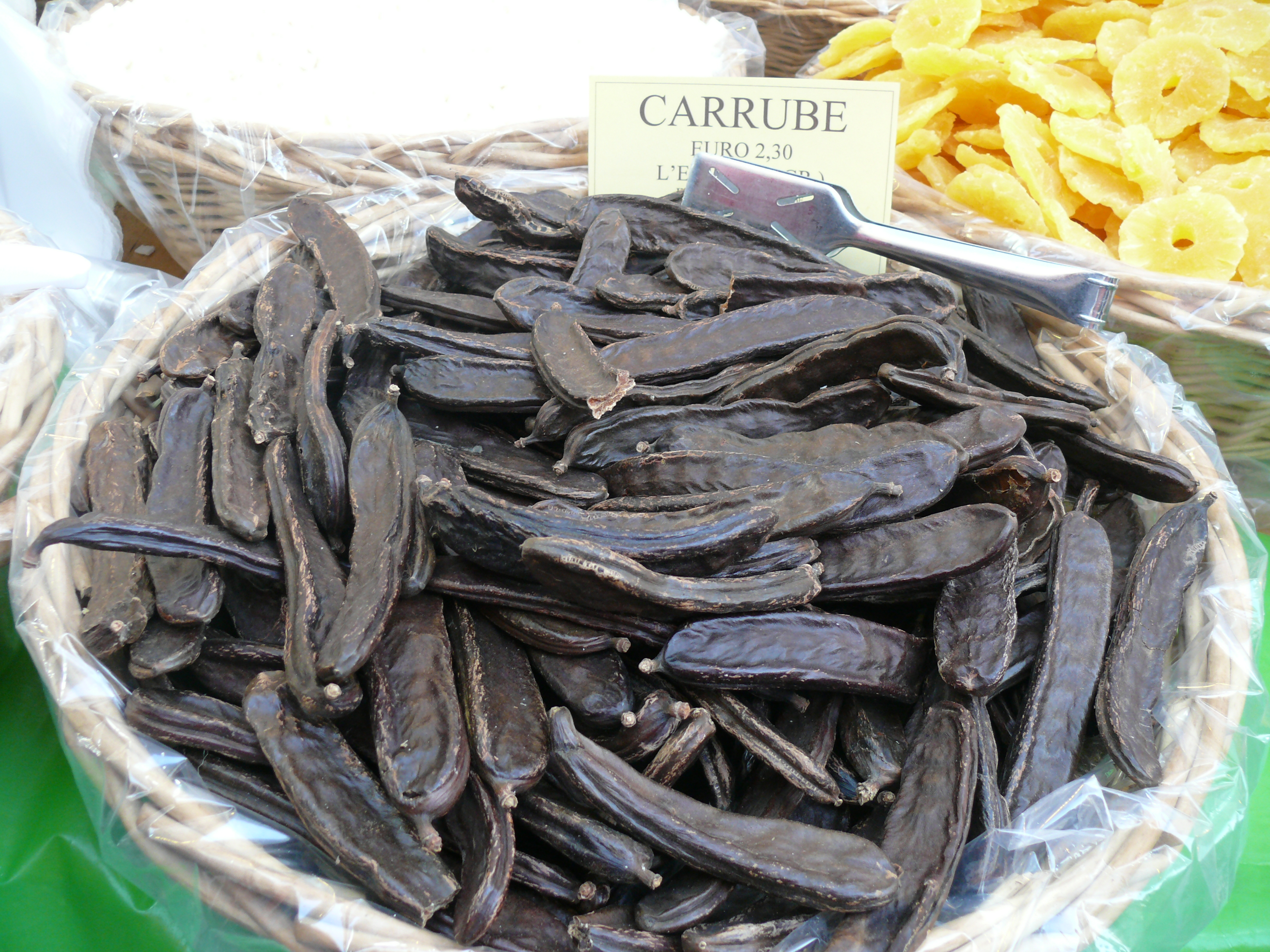
Plody rohovníku
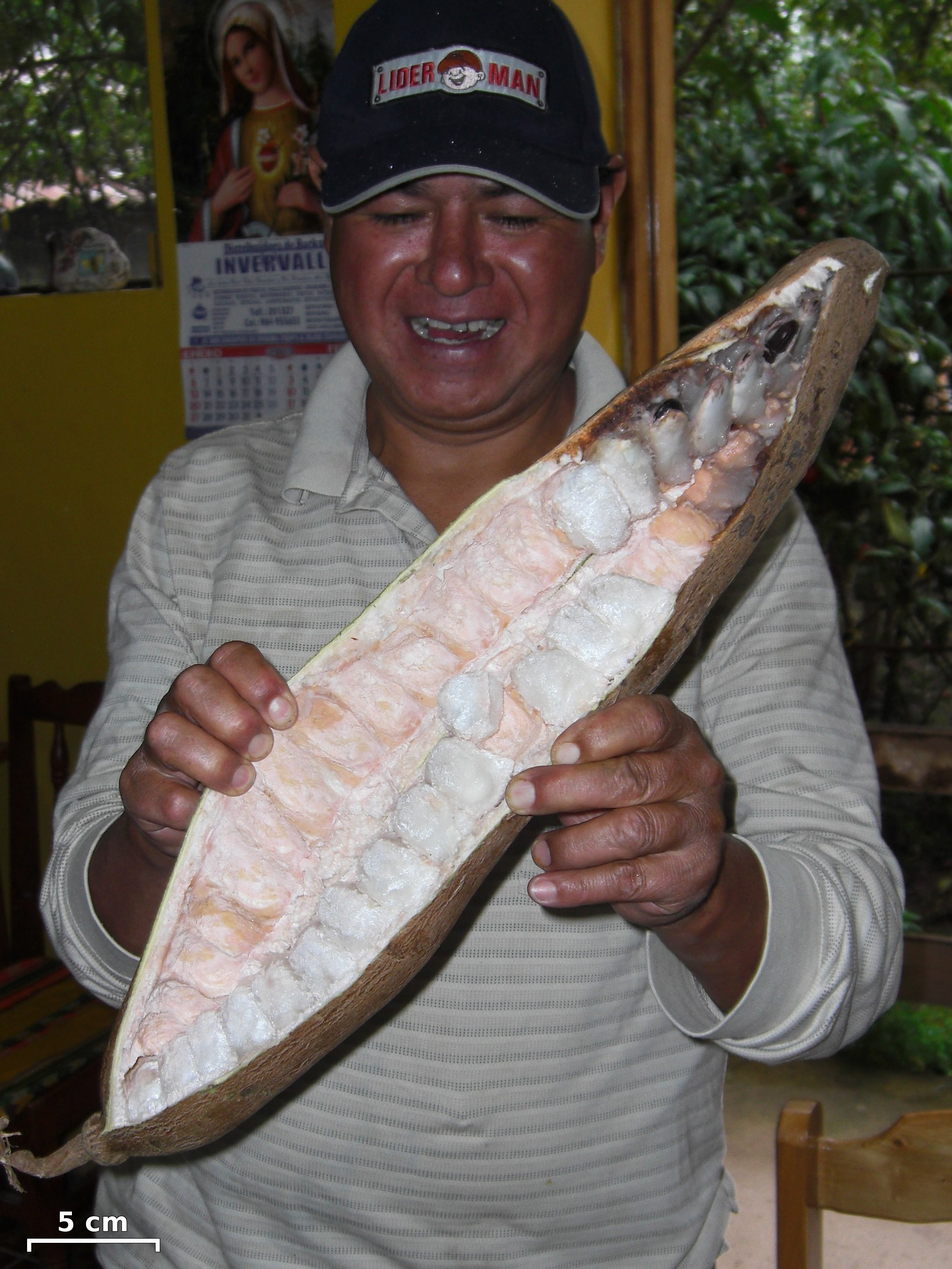
Otevřený plod Inga edulis s jedlou dužninou
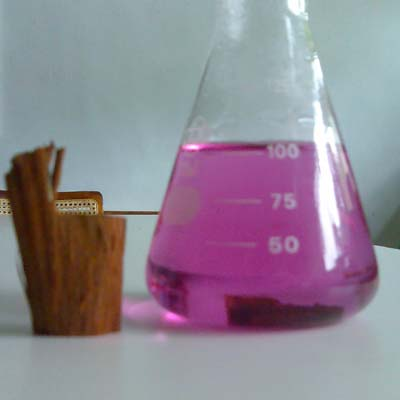
Kousek dřeva kreveně obecné a roztok obarvený hematoxylinem
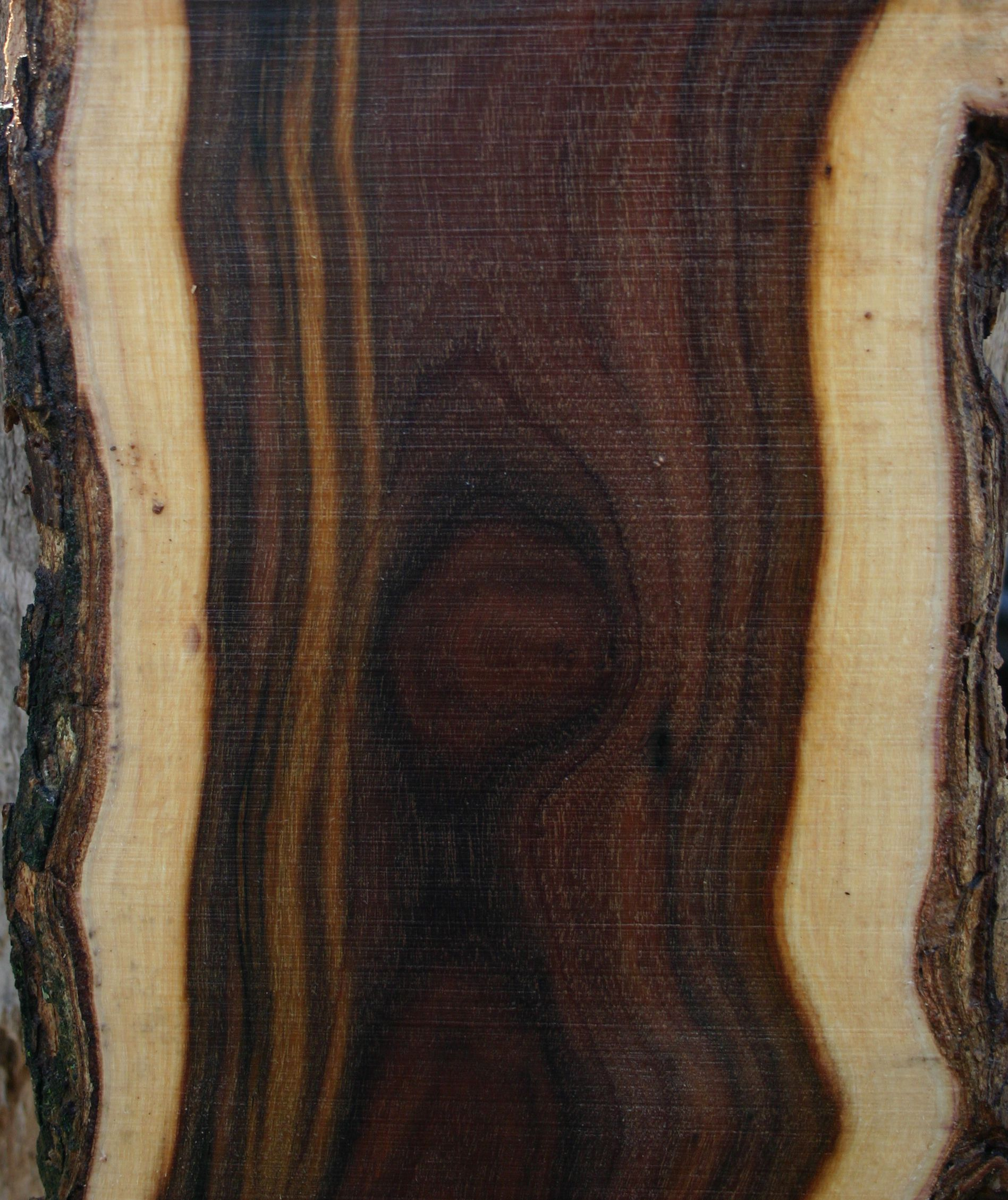
Dřevo Acacia ataxacantha

Mnohé druhy z této skupiny se tropech pěstují jako okrasné dřeviny. Mezi nejkrásnější kvetoucí stromy tropů se řadí delonix královská, Schizolobium a amherstie sličná. Dále se v tropech pěstují zejména sapany, kasie, saraky, Brownea, peltoforum, sena, Colvillea racemosa, Barklya syringifolia, akácie, citlivky, albízie, leucény, ingy a kaliandry.
V mírném pásu náležejí k okrasným dřevinám zmarliky, dřezovec a nahovětvec.

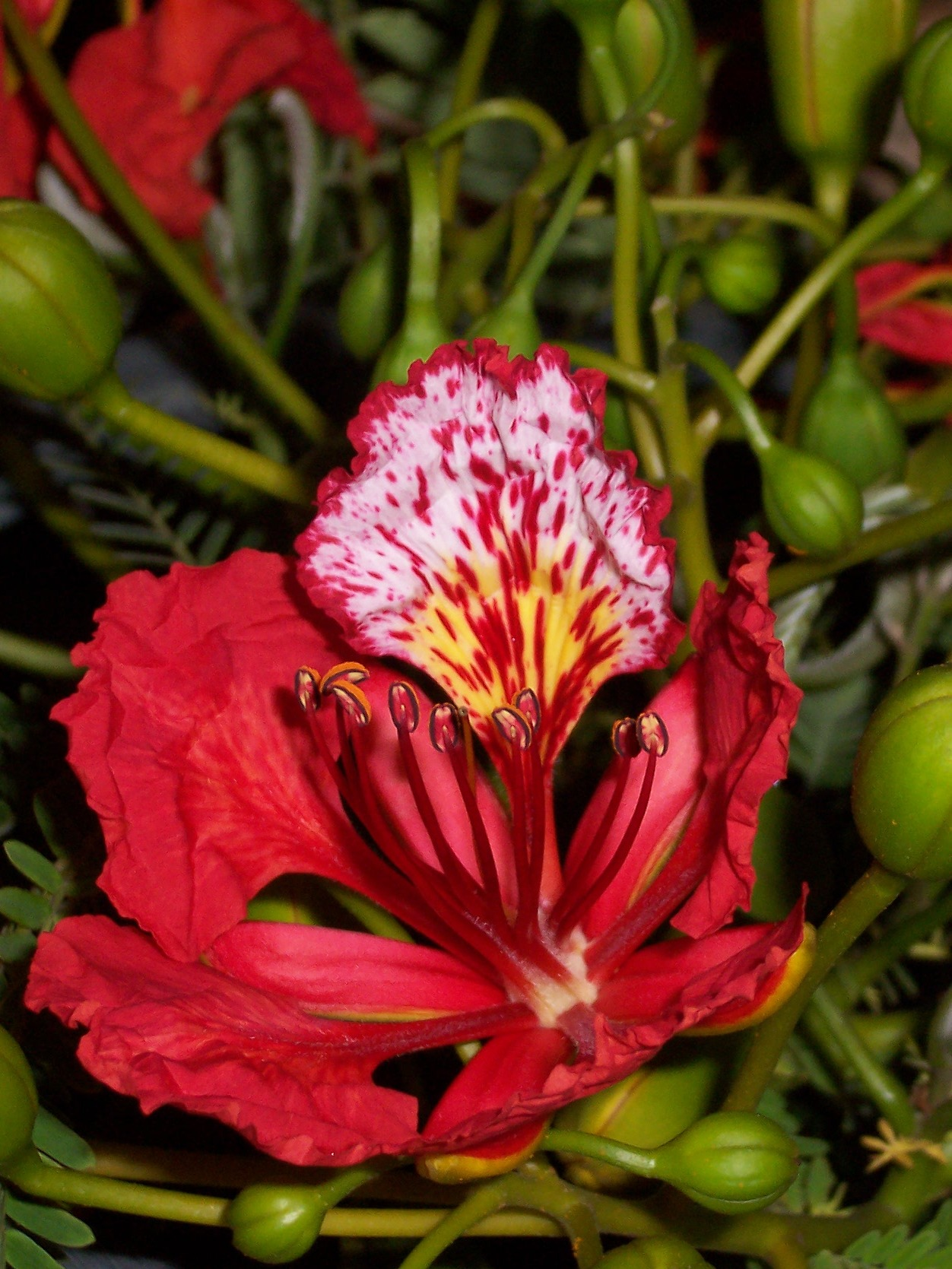
Květ delonix královské (Delonix regia)
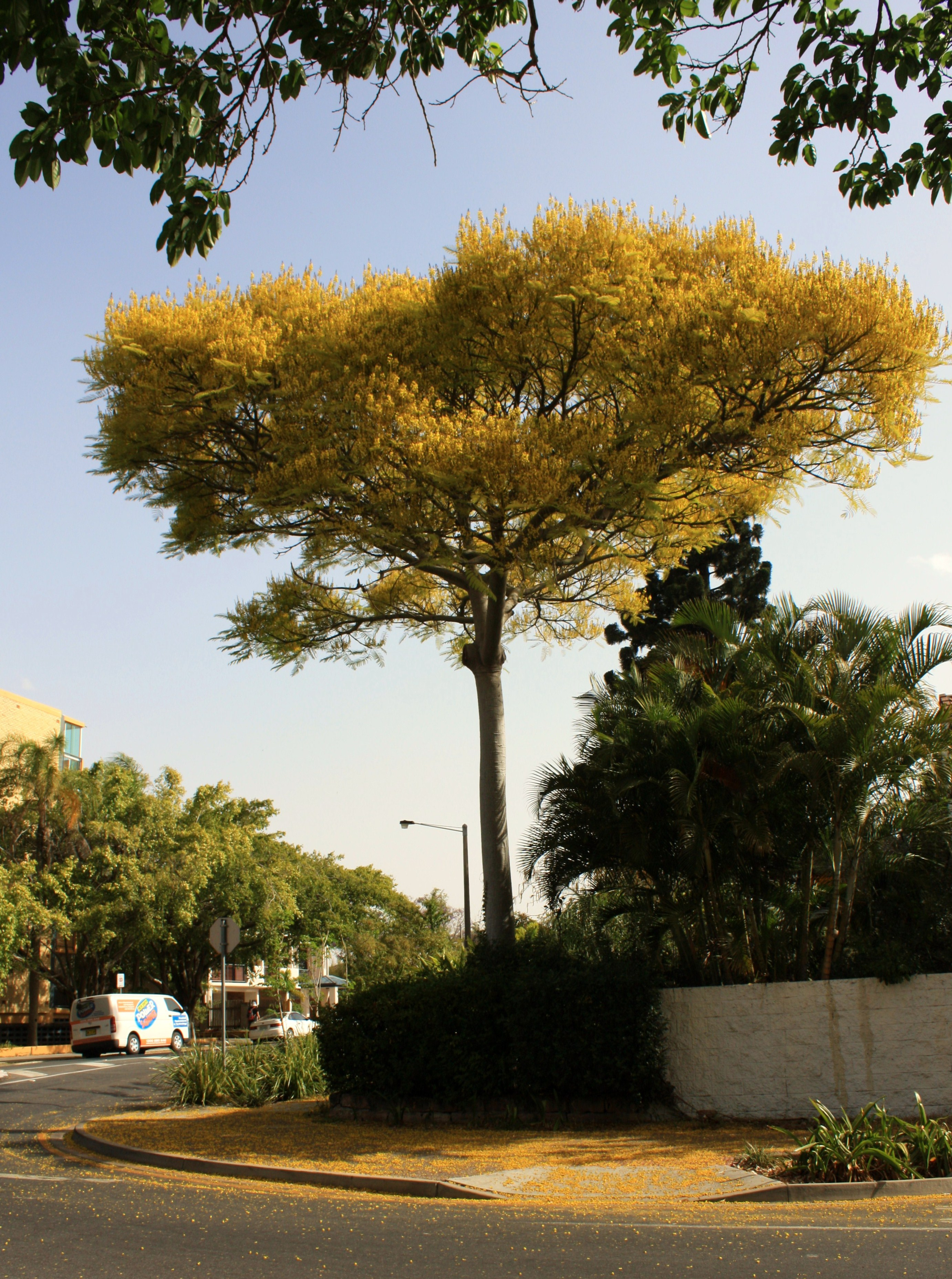
Kvetoucí Schizolobium parahyba
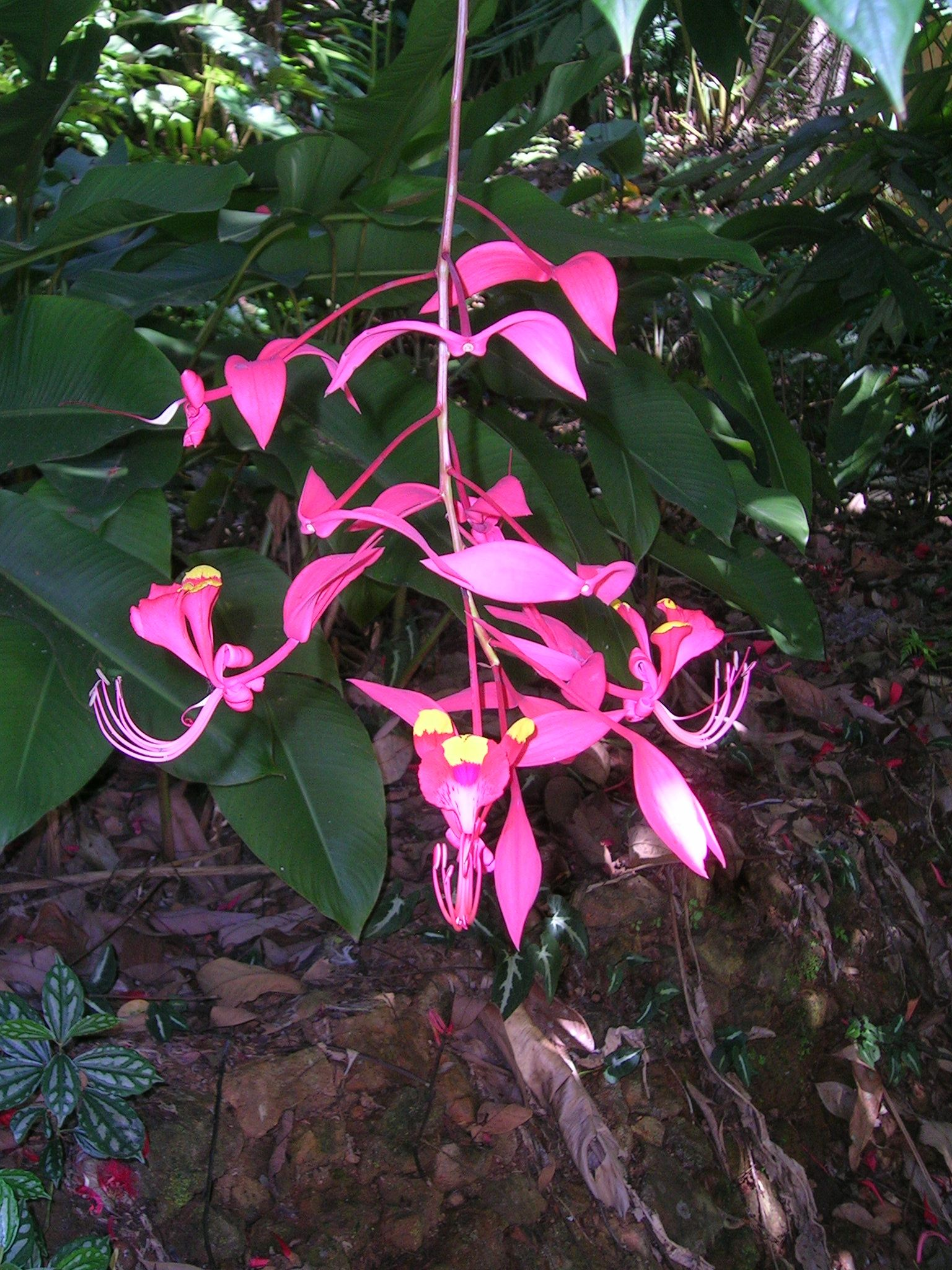
Květenství amherstie sličné (Amherstia nobilis)
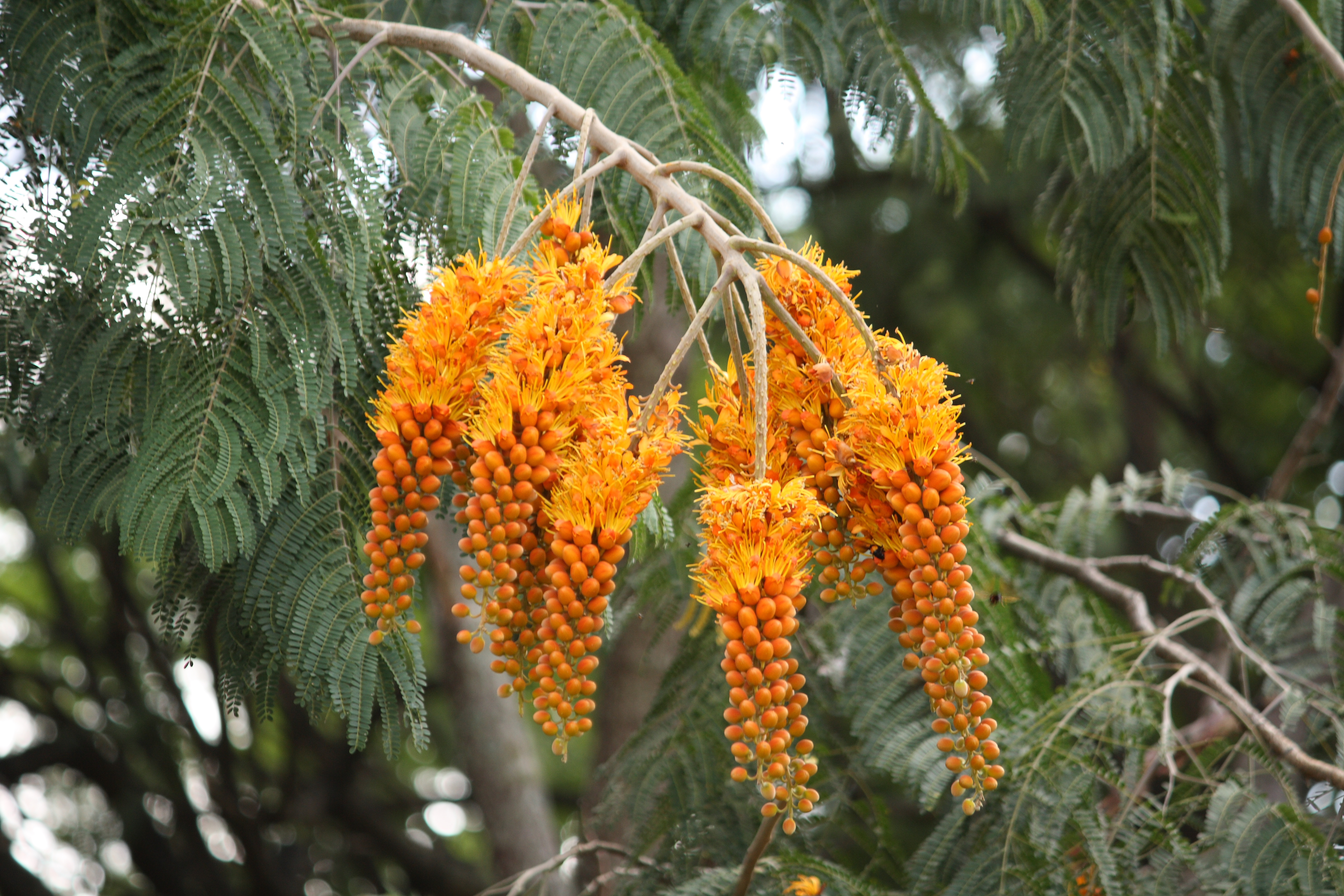
Colvillea racemosa
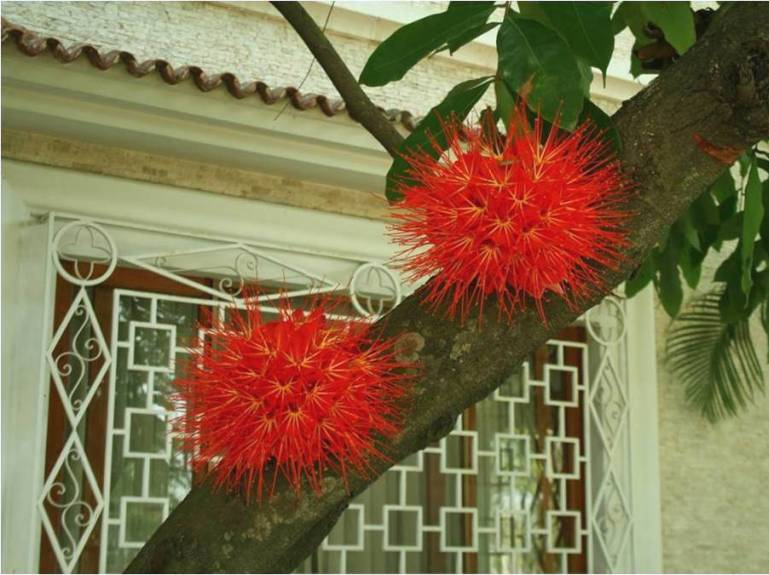
Brownea macrophylla
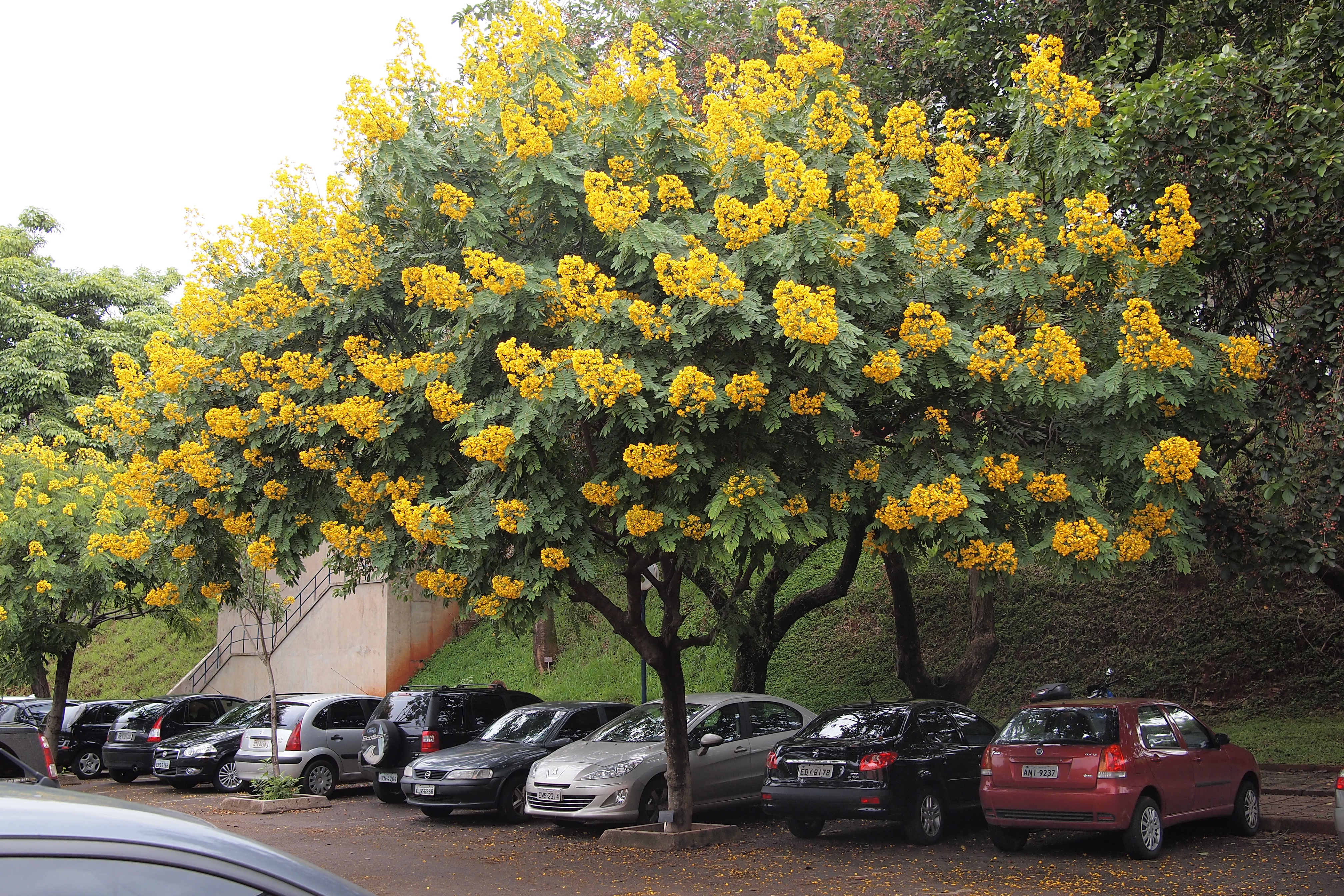
Sena Senna spectabilis

## Přehled rodů
Abarema,
Acacia,
Acaciella,
Acrocarpus,
Adenanthera,
Adenopodia,
Afrocalliandra,
Alantsilodendron,
Albizia,
Amblygonocarpus,
Anadenanthera,
Arapatiella,
Archidendron,
Archidendropsis,
Arcoa,
Arquita,
Aubrevillea,
Balizia,
Balsamocarpon,
Batesia,
Biancaea,
Blanchetiodendron,
Burkea,
Bussea,
Caesalpinia,
Calliandra,
Calliandropsis,
Calpocalyx,
Campsiandra,
Cassia,
Cathormion,
Cedrelinga,
Cenostigma,
Cercidium,
Ceratonia,
Chamaecrista,
Chidlowia,
Chloroleucon,
Cojoba,
Colvillea,
Conzattia,
Cordeauxia,
Coulteria,
Cylicodiscus,
Delonix,
Denisophytum,
Desmanthus,
Dichrostachys,
Dimorphandra,
Dinizia,
Diptychandra,
Ebenopsis,
Elephantorrhiza,
Entada,
Enterolobium,
Erythrophleum,
Erythrostemon,
Faidherbia,
Falcataria,
Fillaeopsis,
Gagnebina,
Gelrebia,
Gleditsia,
Guilandina,
Gymnocladus,
Haematoxylum,
Havardia,
Hererolandia,
Hesperalbizia,
Heteroflorum,
Hoffmannseggia,
Hultholia,
Hydrochorea,
Indopiptadenia,
Inga,
Jacqueshuberia,
Kanaloa,
Lemurodendron,
Lemuropisum,
Leucaena,
Leucochloron,
Libidibia,
Lophocarpinia,
Lysiloma,
Macrosamanea,
Mariosousa,
Melanoxylon,
Mezoneuron,
Microlobius,
Mimosa,
Mimozyganthus,
Moldenhawera,
Mora,
Moullava,
Neptunia,
Newtonia,
Pachyelasma,
Painteria,
Parapiptadenia,
Pararchidendron,
Paraserianthes,
Parkia,
Parkinsonia,
Paubrasilia,
Peltophorum,
Pentaclethra,
Piptadenia,
Piptadeniastrum,
Piptadeniopsis,
Pithecellobium,
Pityrocarpa,
Plathymenia,
Pomaria,
Prosopidastrum,
Prosopis,
Pseudopiptadenia,
Pseudoprosopis,
Pseudosamanea,
Pterogyne,
Pterolobium,
Recordoxylon,
Samanea,
Sanjappa,
Schizolobium,
Schleinitzia,
Senegalia,
Senna,
Serianthes,
Sphinga,
Stachyothyrsus,
Stenodrepanum,
Stryphnodendron,
Stuhlmannia,
Sympetalandra,
Tachigali,
Tara,
Tetrapleura,
Tetrapterocarpon,
Thailentadopsis,
Umtiza,
Vachellia,
Viguieranthus,
Vouacapoua,
Wallaceodendron,
Xerocladia,
Xylia,
Zapoteca,
Zuccagnia
Zygia